# Vasavadatta
Vasavadatta est également un personnage du Svapnavasavadatta (en).

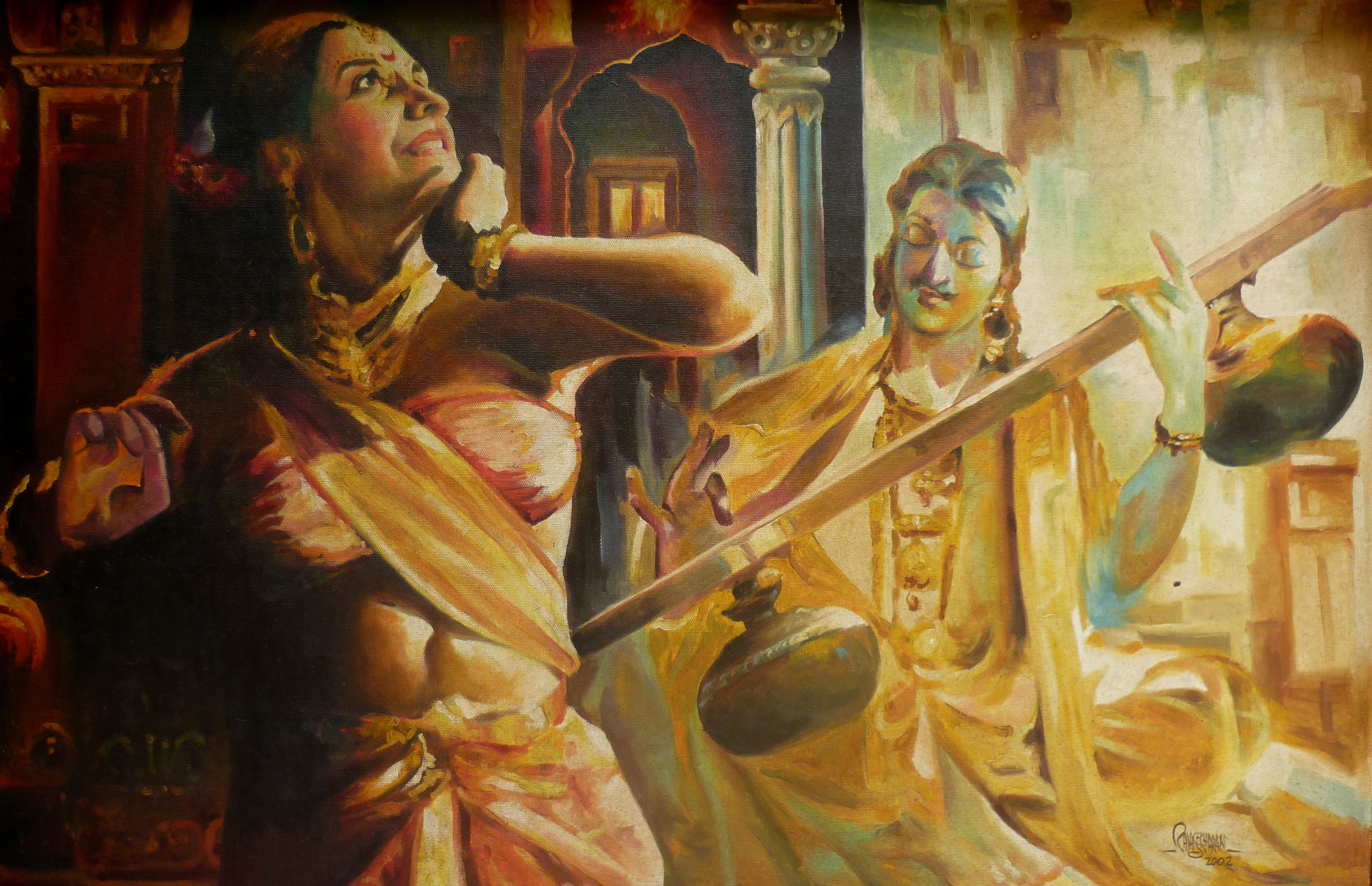
Vasavadatta, peinture à l'huile de Rajasekharan Parameswaran

Vasavadatta (Sanskrit: वासवदत्ता, Vāsavadattā) est un conte romantique classique sanskrit (akhyayika), écrit dans un style orné de langue. Son auteur est Subandhu, dont les dates d'existence ne sont pas précises et qui l'aurait écrit au deuxième quart du VIIe siècle. Cependant, l'érudit Maan Singh a déclaré qu'il était courtisan des empereurs Gupta Kumaragupta I (414-455) ainsi que Skandagupta (455-467) et l'a ainsi daté écrit entre 385 et 465.
Le style du travail a été décrit comme «développé, élaboré, orné et pédant» et a influencé les écrivains de prose postérieurs.
Le Kanchanadarpana de Sivarama Tripathin (XVIIIe siècle) et le Tattvadipini de Jagaddhara sont deux œuvres importantes qui ont critiqué et commenté le Vasavadatta.
Louis Herbert Gray (en) a été le premier à traduire le Vasavadatta en anglais qui a été publié par la Columbia University Press en 1913 dans le huitième volume des 13 volumes des Columbia University Indo-Iranian Series (en) parus entre 1901 et 1932 et édités par A. V. Williams Jackson (en).

## Aperçu général
Le schéma de l'intrigue de ce conte est le suivant,, :
Kandarpaketu, fils du roi Chintamani, est un beau prince charmant. Une fois dans ses rêves, il a la vision d'une belle jeune fille dont la pure beauté l'embrase. Il décide de partir à la recherche de cette beauté. Son ami Makaranda s'oppose à cette idée, lui disant que dans la nature sauvage de ce départ sans idée de son but, c'est une folie. Kandarpaketu lui dit sa conviction que cette jeune fille a été sa compagne depuis de nombreuses vies et ainsi qu'ils sont certainement destinés à être unis dans cette vie et dans toute vie future. Qu'il parte et le destin va certainement diriger ses pas dans la bonne direction.
Plutôt que de laisser son ami partir seul, Makaranda l'accompagne dans sa quête et ils quittent la capitale à la recherche de cette beauté inconnue. Bientôt, ils rencontrent le succès. Les deux amis se reposent à l'ombre d'un arbre sur les rives de la rivière Narmada. Là, le prince entend une conversation entre deux oiseaux d'amour perchés sur l'arbre au-dessus d'eux. L'oiseau mâle exalte les charmes et les vertus de Vasavadatta, fille du roi Shringarashekhara de Kusumapura. L'oiseau révèle en outre que cette princesse a eu, dans ses rêves, une vision d'un prince charmant qui a frappé son cœur. La princesse a décrit vivement le jeune homme à sa compagne et confidente, Tamalika, et est désespérée de le rencontrer dans la vie réelle car sa destinée semble prendre un autre chemin. L'oiseau a entendu la description du prince et, étant un oiseau d'amour, a résolu de voler sur le pays pour localiser le jeune homme et l'amener à la princesse.
En résumant l'histoire, l'oiseau mène Kandarpaketu à Tamalika et le groupe arrive à Kusumapura où Tamalika organise la rencontre entre Kandarpaketu et Vasavadatta. Ils se reconnaissent immédiatement grâce à leurs rêves respectifs, dans un passage lyrique. Cependant, Kandarpaketu apprend avec horreur que le père de Vasavadatta, le roi Shringarshekhara, a décidé de la marier à Pushpaketu, fils de Vijayaketu, chef des Vidyadharas, le lendemain matin. Kandarpaketu et Vasavadatta s'enfuient immédiatement dans les montagnes de Vindhya, montés sur un cheval magique et laisse Makaranda derrière à Kusumapura.
Après avoir atteint la sécurité des montagnes de Vindhya, les amoureux épuisés s'endorment et quand Kandarpaketu se réveille, Vasavadatta a disparu. Il la cherche en vain et ensuite, fâché de chagrin, décide de mettre fin à sa vie. Quand il est sur le point de se suicider par noyade, une voix dans le ciel sonne et lui promet qu'il sera de nouveau réuni avec Vasavadatta. Kandarpaketu erre pendant plusieurs mois dans la forêt, désemparé et amoureux. Finalement, il tente sa chance sur une image de pierre de Vasavadatta. Il touche l'image et miraculeusement, la pierre se transforme en Vasavadatta vivante et respirante.
Après avoir retrouvé la vie, Vasavadatta raconte à Kandarpaketu la série d'événements qui ont suivi leur endormissement dans les forêts des montagnes Vindhya. Elle a été réveillée par la faim et a été cherché des fruits sauvages à manger. Elle a ensuite été prise entre deux groupes de soldats, chacun dirigé par un chef qui s’énamoure d'elle dès la première vue et souhaite la posséder. Alors qu'ils se battent les uns avec les autres, elle réussit à s'échapper. Pendant sa fuite à travers la forêt, elle a involontairement pénétré l'ermitage d'un ascète et a dérangé ses méditations. Encore une fois, la beauté de Vasavadatta est la seule coupable, sa lumineuse présence a perturbé des années de méditation. L'ermite maudit Vasavadatta pour que sa beauté soit transformée en pierre et qu'elle ne revienne à la vie vibrante qu'en recevant le contact de l'homme qui lui est destiné depuis toutes les naissances précédentes pour être son mari, ce mari de nombreuses naissances qui saura contrôler et absorber son aura de sirène et ainsi tempérer les désastres qu'une femme belle en liberté inflige à tout ce qu'elle touche. Par la malédiction de l'ermite, Vasavadatta est pétrifiée en pierre.
Le fait que Vasavadatta soit retourné à la vie après avoir été touché par Kandarpaketu confirme qu'il a été son mari dans les anciennes vies et qu'il est destiné à être son mari dans cette vie et dans les vies futures. Le père de Vasavadatta, le roi Sringarasekhara, le reconnaît aussi et donne à Kandarpaketu la main de Vasavadatta pour le mariage. Le couple se dirige vers le royaume paternel de Kandarpaketu et y habite joyeusement pour toujours.